# (390514) 4209 T-3
(390514) 4209 T-3 es un asteroide del cinturón de asteroides descubierto el 16 de octubre de 1977 por Cornelis Johannes van Houten, Ingrid van Houten-Groeneveld y Tom Gehrels, un famoso trío de astrónomos acreditado con el descubrimiento de miles de asteroides. El asteroide (390514) 4209 T-3 fue descubierto usando el telescopio de 48 pulgadas de Monte Palomar.